# 维森特·德·保罗·内托
文森特（Vicente de Paulo Neto，1979年9月10日—），是一名已退役的巴西职业足球运动员，年轻时期为前锋，后来改打后卫位置。身材高大，长年在中国联赛效力，是第一位在中国各级联赛出场超过300场的外援。

## 俱乐部生涯

### 早年生涯
维森特早年混迹于巴西国内联赛，主要效力过低级别联赛的弗拉明哥竞技和卡西亚斯。

### 前往中国
2004年，原本在巴西籍籍无名的维森特到中国联赛效力，当年，维森特在中甲联赛中打进了11个球，帮助武汉黄鹤楼冲超成功。之后数年内他辗转往返于武汉与陕西浐灞（原西安国际）两队之间，并成为中国职业联赛历史上进球较多的外援之一。不过，在2009赛季朱广沪入主后，失去主力位置的维森特没能获得陕西队续约。
2010年初，原本确定加盟上海申花的马德里竞技外援巴特雷斯在转会期最后时刻受伤，申花转而免试训签入了在中国已效力多年的维森特。虽然在最初的锋线位置竞争中长期没有系统训练的维森特未能压过里亚斯科斯和恩朗，但是仍占据了一个替补席位。赛季中期，主帅布拉泽维奇临阵出奇兵让维森特担任中后卫，维森特凭借扎实的基本功能够成功胜任，之后更成为中轴线上的全能选手，曾经在一场比赛中担当中后卫、后腰、中锋三个不同位置。
2011年，维森特选择第三次到湖北的球队効力，加盟中甲球队湖北中博。其后在2012年球队易主，更名为武汉卓尔，维森特得到留用。他在2012赛季帮助球队以亚军的成绩升级到中超联赛。
虽然维森特一度被认为是武汉卓尔唯一一名能留队参加中超联赛的外援，但最后还是没有和球队续约。2013年2月，他转投另一支湖北球队、中甲升班马湖北华凯尔。
2014赛季湖北华凯尔更换投资方，俱乐部更名为新疆天山雪豹足球俱乐部。维森特随队前往新疆。
2017年中甲第23轮对阵丽江飞虎的比赛中，维森特因解围踢空导致受伤下场，赛后被诊断为跟腱断裂赛季报销。随后新疆球队官方宣布维森特退役，并在9月24日第二十七轮对阵梅州客家的比赛前为其举办了退役仪式。